# Eisprungrechner
Ein Eisprungrechner ist ein Hilfsmittel zur Berechnung des weiblichen Zyklus, er wird daher auch als Zyklusrechner bezeichnet.

## Grundlagen
Andere Bezeichnungen sind Ovulationsrechner, Ovulationskalkulator oder Eisprungrechner. Mit diesem Rechner können Frauen ihren Eisprung, ihre fruchtbaren oder unfruchtbaren Tage oder das Einsetzen ihrer nächsten Menstruationsblutung errechnen und vorhersagen.
Frauen bzw. Paare mit Kinderwunsch können so den günstigsten Zeitpunkt für den Geschlechtsverkehr planen. Ebenso lässt sich mit diesem Wissen eine Schwangerschaft gezielt vermeiden. Der Methoden-Pearl-Index solcher kalenderbasierten Methoden gilt mit einem Wert von etwa 9 als sehr hoch. Derartige Rechner werden deshalb eher nicht zur Verhütung empfohlen. Der Eisprungrechner beruht auf der (heute als veraltet geltenden) Knaus-Ogino-Verhütungsmethode. Da der Eisprung auch zu einem anderen als dem errechneten Zeitpunkt stattfinden kann, ist die Berechnung bei Kinderwunsch ebenso fragwürdig wie die Effizienz bei der Verhütung.
Für die Eisprungberechnung werden der Beginn des letzten Zyklus benötigt sowie die durchschnittliche Dauer des Zyklus. Um die Aussagekraft dieser natürlichen Verhütungsmethode zu erhöhen, ist es sinnvoll, den Zyklus über einige Monate genau zu beobachten und Beginn sowie Ende der Perioden in einen Menstruationskalender einzutragen. So kann die durchschnittliche Dauer des individuellen Zyklus errechnet werden.

## Weitere Formen
Es gibt diese Rechner in den verschiedensten Formen und Materialien. Im Internet findet man sie häufig in virtueller Form als webbasierten Rechner, es werden aber auch Apps für Smartphones in App Stores angeboten. Für Frauen in den Entwicklungsländern entwickelte Maria Hengstberger eine Geburtenkontrollkette. Weil dieser „Rechner“ einfach in der Handhabung ist, bietet er Analphabetinnen die Möglichkeit, den Zeitpunkt ihrer fruchtbaren Tage abzuschätzen und so ihre Geburtenzahl in gewissem Maße zu kontrollieren. Dort, wo die Geburtenkontrollkette angewandt wurde, konnte die Geburtenrate um mehr als 50 % gesenkt werden.
Kritiker warnen vor einem möglichen Missbrauch der Daten derartiger Apps.